# Friedrich Schaettgen
Friedrich August Schaettgen (* 12. August 1846 in Haslach; † 10. August 1911 ebenda) war Unternehmer und Mitglied des Deutschen Reichstags.

## Leben
Schaettgen besuchte die Volksschule in Haslach und die Handelsschule in Kehl, wo er das kaufmännische Geschäft in den Jahren 1861 bis 1863 erlernte. Er war Reisender für das elterliche Geschäft bis zum Jahre 1870 und übernahm dann dasselbe später auf eigene Rechnung. Schaettgen war Besitzer einer Tafelsenf- und Holzwarenfabrik, einer Brennerei von Schwarzwälder "Kirschwasser" und feinerer Branntweine und eines en gros und en détail kaufmännischen Warengeschäfts. Am Krieg gegen Frankreich 1870/71 nahm er im 4. Badischen Infanterie-Regiment „Prinz Wilhelm“ teil.
Von 1890 bis 1903 war er Mitglied des Deutschen Reichstags für den Wahlkreis Großherzogtum Baden 6 (Lahr, Wolfach) und die Deutsche Zentrumspartei. Weiter war er von 1891 bis 1894 Mitglied der Zweiten Kammer der Badischen Ständeversammlung.